# Merganette des torrents
Merganetta armata
Genre
Espèce
Répartition géographique
Statut de conservation UICN

 LC  : Préoccupation mineure
La Merganette des torrents (Merganetta armata) est une espèce de canard de la famille des Anatidés. Elle est classée dans la sous-famille des Tadorninae. Elle est la seule espèce du genre Merganetta.

## Description

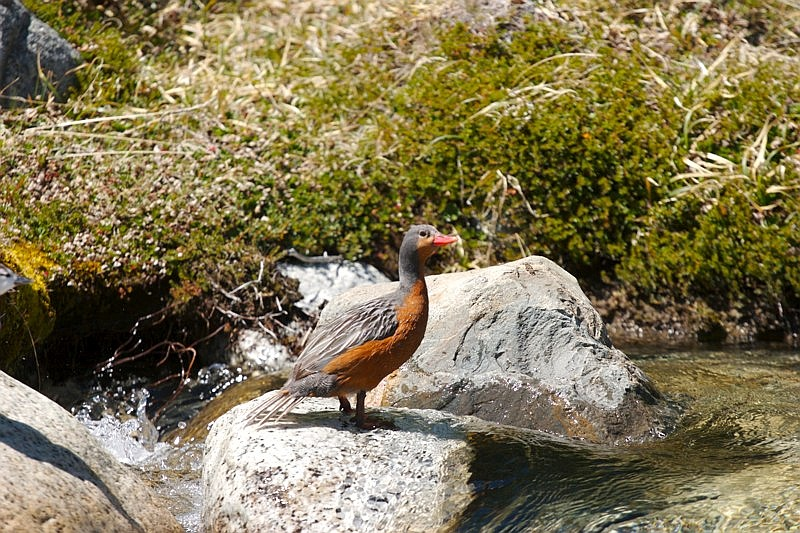
Une femelle.

La merganette mesure entre 43 et 46 cm, le plumage des deux sexes est très différent. La femelle a la tête et le dos gris, les joues et le dessous du corps roux. Chez le mâle, la tête est blanche striée, le dos est gris pour la sous-espèce nominale et marron pour les autres sous-espèces. La queue est grise chez les deux sexes.

## Habitat
Elle fréquente les torrents de la cordillère des Andes.

## Biologie
La merganette vit en couples et défend un territoire le long d'un torrent. Elle nage avec agilité dans les remous et les tourbillons. Elle se nourrit de petits invertébrés qu'elle capture en plongeant. C'est une espèce sédentaire.

## Populations
Il s'agit d'une espèce en déclin en raison de la déforestation, de la construction de barrages hydroélectriques et de la concurrence des truites introduites qui chassent les mêmes proies.

## Répartition et sous-espèces

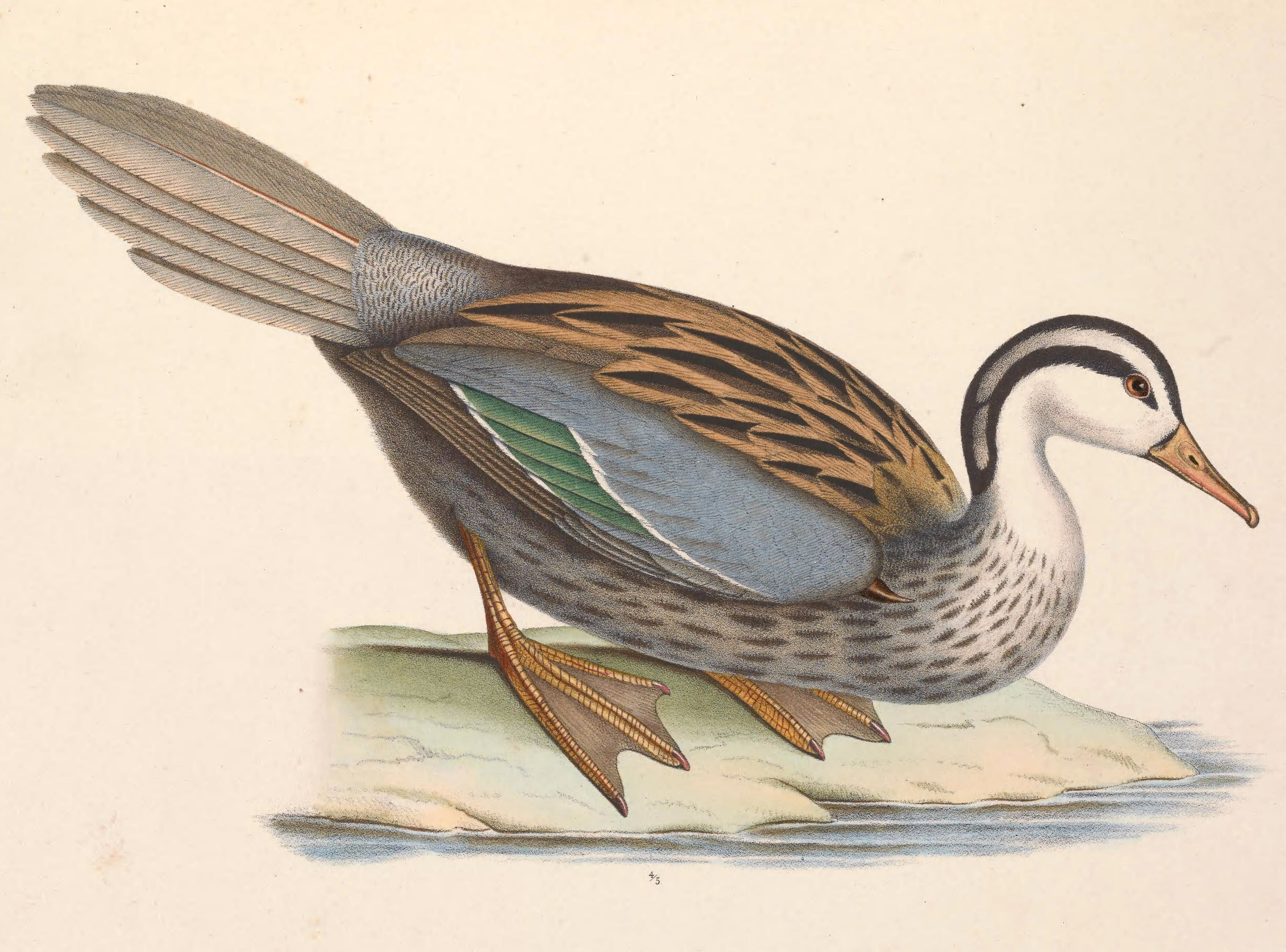
La sous-espèce colombiana.

Selon la classification de référence du Congrès ornithologique international (15.1, 2025) elle se répartit en six sous-espèces (ordre phylogénique) :
- Merganetta armata colombiana des Murs, 1845 — du Venezuela à l'Équateur ventre blanc ;
- Merganetta armata leucogenis (Tschudi, 1843) — nord du Pérou ;
- Merganetta armata turneri Sclater, PL & Salvin, 1869 — du sud du Pérou au nord du Chili plumage noirâtre ;
- Merganetta armata garleppi Berlepsch, 1894 — nord de la Bolivie plumage marron clair  ;
- Merganetta armata berlepschi Hartert, EJO, 1909 — sud de la Bolivie et nord-ouest de l'Argentine ;
- Merganetta armata armata Gould, 1842 — Andes australes cou noir, ventre châtain.